# Голдобин, Николай Иванович
Николай Иванович Голдобин (1921—1956) — капитан Советской Армии, участник Великой Отечественной войн, Герой Советского Союза (1943).

## Биография
Николай Голдобин родился 15 октября 1921 года в деревне Зорино (ныне — Селтинский район Удмуртии) в крестьянской семье. Окончил семь классов школы, работал на Ижевском металлургическом заводе, одновременно учился в аэроклубе. В 1939 году Голдобин был призван на службу в Рабоче-крестьянскую Красную Армию. В 1940 году он окончил Молотовскую военную авиационную школу пилотов. С первых дней Великой Отечественной войны — на её фронтах.
К октябрю 1943 года гвардии старший лейтенант Николай Голдобин был заместителем командира эскадрильи 61-го гвардейского ночного бомбардировочного авиаполка 2-й гвардейской ночной бомбардировочной авиадивизии 8-й воздушной армии 4-го Украинского фронта. К 25 октября 1943 года он совершил 54 ночных боевых вылета на бомбардировку скоплений вражеской боевой техники и живой силы.
Указом Президиума Верховного Совета СССР от 1 ноября 1943 года за «образцовое выполнение боевых заданий командования на фронте борьбы с немецкими захватчиками и проявленные при этом мужество и героизм» гвардии старший лейтенант Николай Голдобин был удостоен высокого звания Героя Советского Союза с вручением ордена Ленина и медали «Золотая Звезда» за номером 1269.
После окончания войны Голдобин стал слушателем Высших офицерских лётно-тактических курсов. В 1947 году в звании капитана он был уволен в запас. Проживал во Львове. Скончался 15 декабря 1956 года, похоронен на Лычаковском кладбище Львова.
Был также награждён орденами Красного Знамени Приказом по Сталинградскому фронту № 11/н от 15 августа 1942 года и Отечественной войны 1-й степени, а также рядом медалей, в том числе: «За отвагу» указом Президиума Верховного Совета СССР от 10 августа 1941, «За оборону Сталинграда» указом Президиума Верховного Совета СССР от 22 декабря 1942 года.